# Municipalità locale di Mossel Bay
Mossel Bay è una municipalità locale (in inglese Mossel Bay Local Municipality) appartenente alla municipalità distrettuale di Eden  della Provincia del Capo Occidentale in Sudafrica. 
In base al censimento del 2001 la sua popolazione è di 71.494 abitanti.
La sede amministrativa e legislativa è la città di Mossel Bay e il suo territorio si estende su una superficie di 2.010 km² ed è suddiviso in 12 circoscrizioni elettorali (wards). Il suo codice di distretto è WC043.

## Geografia fisica

### Confini
La municipalità locale di Mossel Bay confina a nord con quella di Oudtshoorn, a est con quella di George, a sud con l'Oceano Indiano e a ovest con quella di Hessequa.

### Città e comuni
- Bergsig
- Boggomsbaai
- Brandwag
- Danabaai
- Friemersheim
- Glentana
- Gresham
- Groot-Brakrivier
- Hartenbos
- Herbertsdale
- Isazane
- Isinyoka
- Jonkersberg State Forest
- Johnson's Post
- Klein-Brakrivier
- Kwanonqaba
- Mossel Bay
- Reebok
- Ruitersbos
- Southern Cross
- Tergniet
- Vyf Brakke Fonteinen
- Vleesbaai
- Wolwedans

### Fiumi
- Brak
- Gourits
- Kamma
- Stink

### Dighe
- Brandwag Dam
- Ernest Robertson Dam
- Hartbeeskuil Dam
- Klipheuwel Dam
- Wolwedans Dam
- Zandfontein Dam